# حادثه سانمو
حادثه سانمو (انگلیسی: Sanmu incident) تلاشی برای کودتا در ژاپن بود که در ۱۲ دسامبر ۱۹۶۱ خنثی شد.  این اولین کودتا در ژاپن بعد از اشغال بود و تنها یک تلاش دیگر برای کودتا در این دوره به رهبری میشیما یوکیو در سال ۱۹۷۰ دنبال شد.